# Le Beulay
Le Beulay est une commune française située dans le département des Vosges en région Grand Est.
La commune autrefois appelée Beulay fait partie du canton de Provenchères-sur-Fave, relique du canton de Saales après la rectification de frontière franco-allemande de 1871, auquel elle a demandé à être rattachée en 1872.

## Géographie

### Localisation
La commune du Beulay s'étend sur une fraction de la haute vallée de la Fave, des rives occidentales des anciens thalwegs jusqu'au contrebas du domaine de l'ancien château du Spitzemberg, qui forme une enclave rattachée à la commune de La Petite-Fosse. La section forestière de Saint-Boimont est ainsi bordée par cette dernière commune. Les territoires communaux de Provenchères-sur-Fave en amont et Frapelle en aval encadre Le Beulay sur les collines latérales et des portions d'anciennes prairies de la Fave. Enfin, des parcelles de prairies s'étendent au-delà de la Fave, associées à d'anciennes lanières de terres communales, parfois aujourd'hui boisées, qui dépassent même la voie ferrée sur Ferdimont, jouxtent ou s'imbriquent dans le territoire de Lusse.
La commune de 240 hectares s'appuie ainsi sur le Sud-Est du massif de l'Ormont, se clôturant en particulier sous la pointe du Spitzemberg d'où s'échappent deux ruisseaux, le Malpré et le Droit Lit, charriant les grains de sable et le liant ferrique, terreux, rosé ou rougeâtre, provenant de l'altération des roches gréseuses. Elle englobe les collines latérales et une zone de prairies autrefois irriguées par la Fave, détournée par canal à partir du pont noir à Provenchères. Les principaux îlots de maisons font face à la mairie construite au XIXe siècle sur un rebord de la prairie, à 393 mètres d'altitude.
| La Petite-Fosse |        | Provenchères-sur-Fave |
|                 | Beulay |                       |
| Frapelle        |        | Lusse                 |

### Géologie et relief
Le modeste village est situé entre deux cônes d'accumulations de matériaux hétérogènes, sables, galets et blocs d'origine fluvio-glaciaire qui bordent la vallée de la Fave, recouverte d'alluvions plus récents. L'essentiel du terroir agricole repose sur des couches de grès feldspathiques, de conglomérats et de brèches, dites couches de Frapelle, qui caractérisent la plus grande partie des abords du massif de l'Ormont. Ils sont surmontés en altitude des grès feldspathiques et des schistes argileux des couches de Champenay. Enfin, vers 600 mètres d'altitude n'apparaissent les grès vosgiens ou triasiques que sur le chapeau sommitale du Spitzemberg.
Les failles marquantes sont en direction nord-est - sud-ouest. Elles encadrent les buttes-témoins du Voyemont et du Climont, marquent les fortes pentes des roches d'Ormont ou entre Ormont et Spitzemberg avant de s'évanouir dans le profond bassin permien sous Saint-Dié.

### Hydrographie et les eaux souterraines
Hydrogéologie et climatologie : Système d’information pour la gestion des eaux souterraines du bassin Rhin-Meuse :
Territoire communal : Occupation du sol (Corinne Land Cover); Cours d'eau (BD Carthage),
Géologie : Carte géologique; Coupes géologiques et techniques,
 Hydrogéologie : Masses d'eau souterraine; BD Lisa; Cartes piézométriques.
La commune est située dans le bassin versant du Rhin au sein du bassin Rhin-Meuse. Elle est drainée par la Fave, le ruisseau le Bleu, le ruisseau le Droit-Lit et le ruisseau le Malpre,.
La Fave, d'une longueur totale de 22,2 km, prend sa source dans la commune de Lubine et se jette  dans la Meurthe à Saint-Dié-des-Vosges, après avoir traversé onze communes.

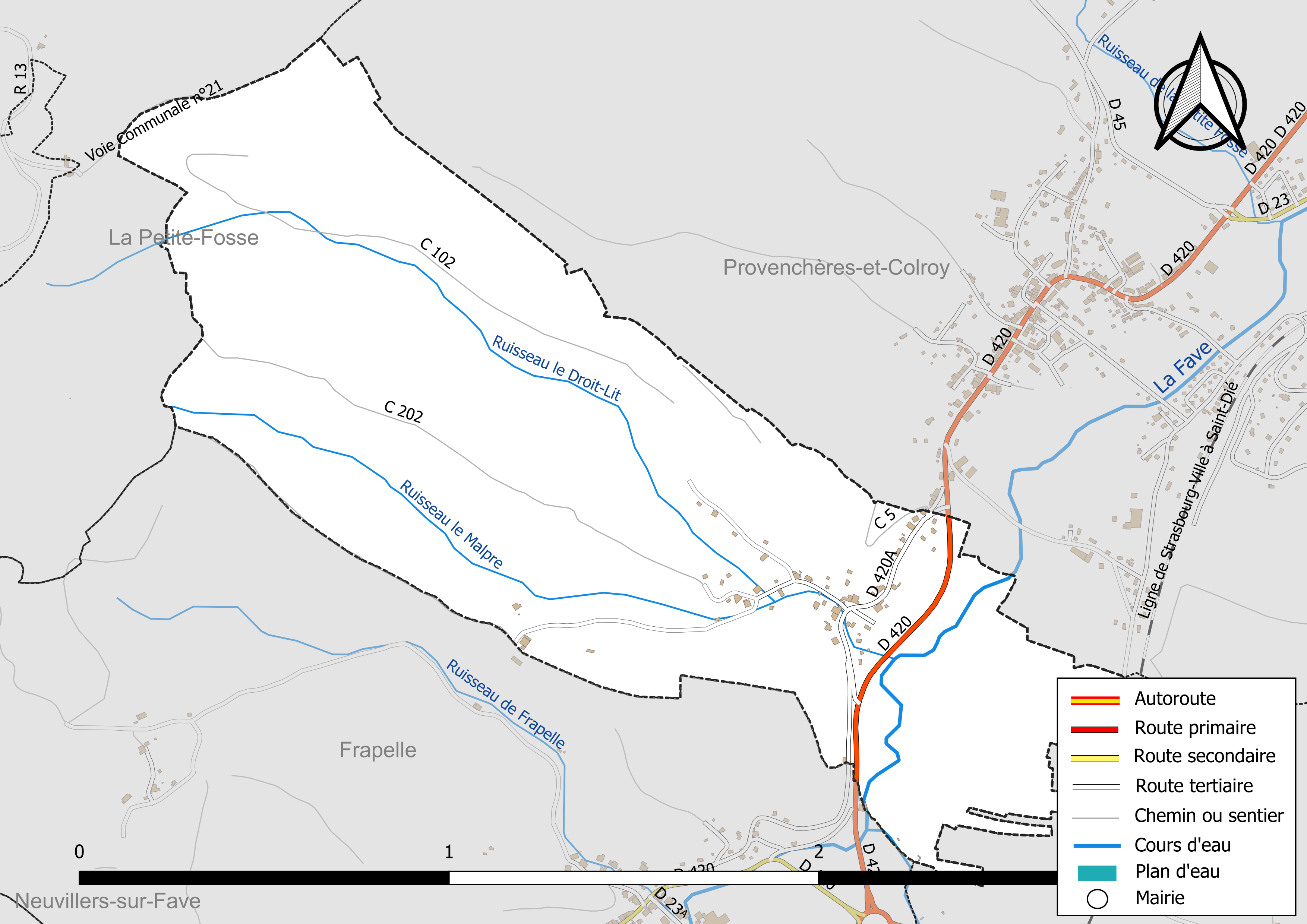
Réseaux hydrographique et routier du Beulay.

### Climat
Pour des articles plus généraux, voir Climat du Grand Est et Climat des Vosges.
En 2010, le climat de la commune est de type climat de montagne, selon une étude du Centre national de la recherche scientifique s'appuyant sur une série de données couvrant la période 1971-2000. En 2020, Météo-France publie une typologie des climats de la France métropolitaine dans laquelle la commune est exposée à un climat semi-continental et est dans la région climatique Vosges, caractérisée par une pluviométrie très élevée (1 500 à 2 000 mm/an) en toutes saisons et un hiver rude (moins de 1 °C).
Pour la période 1971-2000, la température annuelle moyenne est de 9,5 °C, avec une amplitude thermique annuelle de 17 °C. Le cumul annuel moyen de précipitations est de 1 185 mm, avec 12,3 jours de précipitations en janvier et 10,3 jours en juillet. Pour la période 1991-2020, la température moyenne annuelle observée sur la station météorologique de Météo-France la plus proche, « Ban-de-Sapt », sur la commune de Ban-de-Sapt à 6 km à vol d'oiseau, est de 10,3 °C et le cumul annuel moyen de précipitations est de 1 027,3 mm. 
La température maximale relevée sur cette station est de 36,9 °C, atteinte le 7 août 2015 ; la température minimale est de −17 °C, atteinte le 19 décembre 2009,,.
Les paramètres climatiques de la commune ont été estimés pour le milieu du siècle (2041-2070) selon différents scénarios d'émission de gaz à effet de serre à partir des nouvelles projections climatiques de référence DRIAS-2020. Ils sont consultables sur un site dédié publié par Météo-France en novembre 2022.

## Urbanisme

### Typologie
Au 1er janvier 2024, Le Beulay est catégorisée commune rurale à habitat dispersé, selon la nouvelle grille communale de densité à sept niveaux définie par l'Insee en 2022.
Elle est située hors unité urbaine. Par ailleurs la commune fait partie de l'aire d'attraction de Saint-Dié-des-Vosges, dont elle est une commune de la couronne,. Cette aire, qui regroupe 47 communes, est catégorisée dans les aires de 50 000 à moins de 200 000 habitants,.

### Occupation des sols
L'occupation des sols de la commune, telle qu'elle ressort de la base de données européenne d’occupation biophysique des sols Corine Land Cover (CLC), est marquée par l'importance des forêts et milieux semi-naturels (71 % en 2018), une proportion identique à celle de 1990 (71 %). La répartition détaillée en 2018 est la suivante : 
forêts (71 %), prairies (22,2 %), zones agricoles hétérogènes (6,4 %), zones urbanisées (0,3 %). L'évolution de l’occupation des sols de la commune et de ses infrastructures peut être observée sur les différentes représentations cartographiques du territoire : la carte de Cassini (XVIIIe siècle), la carte d'état-major (1820-1866) et les cartes ou photos aériennes de l'IGN pour la période actuelle (1950 à aujourd'hui).

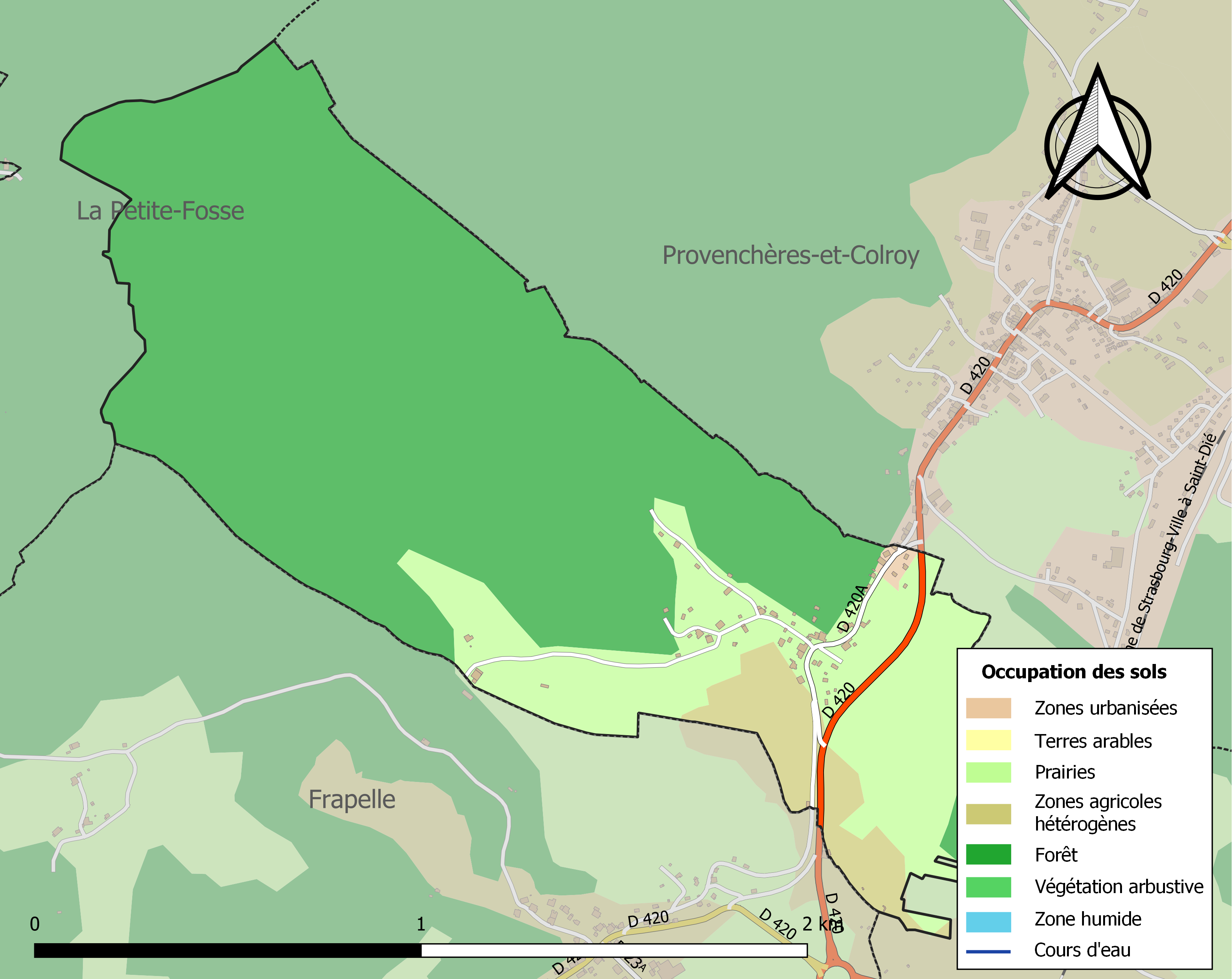
Carte des infrastructures et de l'occupation des sols de la commune en 2018 (CLC).

### Voies de communications et transports

#### Transports en commun
- Fluo Grand Est.

#### Lignes SNCF
- Gare de Colroy - Lubine.

## Toponymie
Le nom de la localité est attesté sous les formes Bouloy (1335) ; Bouley (1341) ; Bolay (1347) ; Boulay (1399) ; Boulloy (XIVe siècle) ; Bullay (1440) ; « Au Boulay en la parosche dudit Provenchiere » (1485) ; Boullay (1515) ; Beullay (1558) ; Le Bouley (1656) ; Le Beulay (1711) ; Beuley (1768) ; Beaulay (1873).

Du mot gaulois passé au latin betulla signifiant « bouleau », auquel s'ajoute le suffixe -eta servant à désigner une plantation. Une étymologie populaire respectant une phonétique française en déduit aisément un lieu planté de bouleaux, de l'oil boloie, devenu le moderne « boulaie » (vu l'absence de nom de lieu du type *belaie, il faut supposer que partout le u avant l a été maintenu).

L'historien reste sceptique devant ces appellatifs végétaux. Le linguiste confirme que Beulay ou Boullay dérive du gaulois Bola ou Bolla qui désigne une limite de territoire entre deux domaines différents.

Ce toponyme assez fréquent a donné naissance à des noms de famille, les Boulay ou Boullay.

## Histoire

### Moyen Âge
Au XIVe siècle, il y a déjà plusieurs seigneurs à Beulay et la capitainerie du Spitzemberg semble aussi avoir des droits généraux sur une douzaine de maisons et deux moulins. Le chapitre de Saint-Dié possède d'abord une ménantille, puis intensifie sa présence avec deux ménanties et un moulin jusqu'en 1551. Il prélève deux chapons de cens.
La première ménantie appartenant au chapitre de Saint-Dié est une maison avec jardin et bois. Quatre prés et cinq champs constituent ses dépendances, soit environ 2 ha qui peuvent nourrir une petite famille et affourager une vache. Le 15 avril 1399, le sonrier de la ville l'a vend et en retire dix florins, deux florins pour le vin de sonrier et du maire. Un florin est réservé aux frais pour la constitution de l'acte.
L'autre ménantie de taille apparemment similaire est confiée par Thiébault d'Ogéviller, chantre et chanoine, au maire Georges de Beulay, homme du chapitre et ses hoirs. Il a fourni à la prise de possession trois francs, une fois donnés le 12 janvier 1437 et la promesse de maintenir le manse en bon état. Mais la fille du maire Georges n'a cure de la ménantille. Elle n'a ni fils ni fille et encore moins, tient-elle à préciser de vive voix aux vénérables chanoines,  "de manans, ne servant dessous nousz". La ménantille vacante est ascensée à Jean le Broude le 9 mars 1490, qui s'engage pour douze gros d'argent annuels.
Le moulin est donné à bail pour vingt ans en 1400 à Jean de Braiban de Lusse. Le dernier preneur doit cinq sols de strasbourgeois au chapitre et remettre en état le dit moulin. Deux bichets de seigle devront être payés annuellement aux héritiers du moulins, à la Saint-Martin d'hiver. L'ascensement est concédé le 12 avril 1440 pour cinq gros de Lorraine et une même obligation d'entretien. Le 27 juillet 1482 ce prix est relevé à huit gros.
La communauté de Beulay est longtemps partagée entre plusieurs seigneurs, dont malheureusement les archives et les comptes n'ont pas tous été aussi bien préservés que ceux du chapitre de Saint-Dié, mais elle apparaît bien organisée en une assemblée communautaire qui gère les prairies d'irrigation et quelques biens propres. Elle semble dépendre de la mairie de Bertrimoutier, qui possèdent une grande partie de la face méridionale de l'Ormont, de Vanifosse à Beulay. L'origine du pouvoir de Bertrimoutier est indéniablement religieux, car il s'agit d'un très vieux cimetière de la vallée de la Fave. Beulay en limite a été et sera disputé entre deux contrées aux forts caractères, la basse vallée centrée administrativement sur Bertrimoutier et la haute vallée dominée par Provenchères et Colroy. Beulay est néanmoins happé dans la paroisse de Provenchères dès sa formation au XIIIe siècle. Les faits ethnologiques et la vie économique les rapprochent de Provenchères et de son haut pays comprenant les hameaux ou bourgs longtemps prospères de la Grande Fosse, Ban-de-Sapt et Saales, sur la voie des Saulniers.

### Temps modernes
En 1710, la communauté, village du bailliage de Saint-Dié, reprend le chemin de la croissance économique, longtemps appauvrie au XVIIe siècle par la guerre de Trente Ans et l'incertitude sociale et politique en Lorraine. Elle compte treize foyers fiscaux théoriques, mais probablement une centaine d'habitants si on compte les nombreux exemptés temporaires. L'essor des cultures, notamment la pomme de terre, apporte un développement de son terroir agraire vers les hauts après 1750.

### Révolution française et Empire
A la Révolution, ses habitants se soudent avec vigueur pour former une petite commune du canton de Bertrimoutier. La commune de 128 habitants subit les affres économiques des mauvaises années 1780 et les tourments de la Révolution. En l'an XII, elle vieillit. Mais sa croissance démographique après la Restauration est vigoureuse. Sa population rajeunie atteint 153 habitants en 1830, 148 habitant en 1840 sous le maire Colin et culmine à 157 habitants en 1847.
Le canton de Bertrimoutier ayant fusionné au début du siècle avec celui de Saint-Dié, Beulay fait désormais partie de la partie rurale du canton de Saint-Dié. Toutefois, ses habitants demeurent des paroissiens assidus de l'église et cure toute proche de Provenchères, modeste commune du canton de Saales. Ils se rendent aussi bien plus souvent aux marchés et aux foires du lundi à Saales qu'ailleurs.

### Époque contemporaine
Le 30 mars 1872, le sous-préfet de Saint-Dié, monsieur Marchal, prend enfin acte des préliminaires de paix du 26 février 1871 à Paris et du traité de paix de Francfort le 10 mai 1871 sous la forme exécutive confirmée à la fin de l'année. Il a constaté aussi après son retour estival la saisie en sous-préfecture des archives concernant Schirmeck et Saales les 17 et 18 mars 1871 par l'autorité militaire allemande. Il engage une consultation sur l'opportunité de constituer un nouveau canton à Provenchères. Il propose la réunion à ce nouveau canton de la commune de Beulay. Le conseil municipal de Saint-Dié et les autres conseils communaux du canton donnent leur adhésion le 19 avril 1872.
La commune est en conséquence rattachée au canton de Provenchères. Outre Beulay, ce canton rassemble les communes de La Grande Fosse, La Petite Fosse, Colroy-La-Grande, Lubine, Lusse et Provenchères qui reste à la France après l'annexion du demi-canton Saales au Deutsches Reich. Lusse devient la commune la plus populeuse. La modeste Provenchères devient chef-lieu de canton.
Les communes du canton accueillent de nombreuses familles d'optants avant le 1er octobre 1872, renforcé au cours des années suivantes par un modeste flux quasi-continu d'émigration venus des vallées vosgiennes d'Alsace. Les montagnards de l'autre versant sont devenus, à leur grande surprise, étrangers allemands sur les papiers officiels que l'administration française leur délivre !
La réorganisation administrative au voisinage de la frontière se poursuit lentement. Les douanes s'installent après 1873. Le 28 février 1874 sont installés foires et marchés à Provenchères. Au cours des années de la décennie 1870, les habitudes montagnardes persistent et Saales, dont les marchés et foires du lundi sont de plus en plus défavorisés par les décisions françaises, continue d'être un lieu économique incontournable.
Beulay compte 187 habitants pour sa superficie de 240 ha au recensement de 1877. Si la vie économique est encore tournée vers Saâles désormais en Allemagne, le maire Caussin ou son adjoint Gérardin s'adressent dorénavant à Provenchères, promu chef-lieu de canton et forte de 935 habitants pour 727 hectares.
Nulle nouveauté : ils ne font que suivre les pas des paroissiens qui vont écouter le prêche dominical du curé Séverin, des élèves filles et garçons qui assistent aux classes primaires de l'instituteur Mathis, à Provenchères. Le bureau postal confié à Mme Norroy, receveur des Postes, est lui aussi à Provenchères, comme l'indique l'annuaire statistique des Vosges en 1877.
Le percepteur de troisième classe nommé à Provenchères a d'ailleurs choisi de résider, par prudence légale afin d'éviter un éventuel favoritisme, à Beulay alors qu'il administre les zones communales de Colroy-la-Grande, La Grande-Fosse, La Petite-Fosse, Lubine et Lusse. Beulay reste sous la vigilance du percepteur de cinquième classe Ferry qui réside à Saint-Dié, alors qu'il est nommé à Sainte-Marguerite avec la charge de Beulay, Frapelle, Neuvillers-sur-Fave, Le Pair-et-Grandrupt, Nayemont-les-Fosses, Remomeix, Saulcy-sur-Meurthe.
La fête patronale de la commune, qui connait une relative prospérité au milieu du second Empire et un sensible regain après les affres vite passés de la guerre de 1870-71, est fêtée le premier dimanche de septembre, à la saint Mansuy.
Brossons un rapide portrait de la commune en 1887.
Les trente-quatre maisons de la commune abritent 173 habitants. Les écarts compte le petit hameau du Spitzemberg avec deux maisons et quatre habitants. Les fermes de la Costelle et de Reingoutte abritent chacune quatre habitants.
Sur une surface communales de 240 hectares (ha), 93 ha sont réservés aux terres labourables, le seigle est semé en automne sur le tiers du terroir, l'avoine au printemps sur un sixième. La principale culture est la pomme de terre.
48 ha sont déclarés en prés et prairies.
60 ha porte des bois de rapport estimée à 55 000 F, 5 ha sont attribués aux
jardins, vergers et chenevières, 1 ha sont 
déjà en friche. 
Une modeste féculerie emploie trois ouvriers, une scierie deux ouvriers en saison. Le produit des quatre contributions s'élève à 1930,92 Francs et 129,64 de patentes (débits de boissons, services). Les revenus propres de la commune s'élèvent à 638 francs.
La commune attachée à Provenchères parvient à se doter tardivement au cours du siècle d'une mairie-école. Le commerce agricole licite ainsi que des activités plus illicites liées aux multiples taxes frontalières sur les produits dits de luxe, en particulier les allumettes ou le tabac, se déploie encore souvent vers Saales.
L'exode rural touche fortement la commune dès les années 1880 et surtout après la guerre de 1914-1918 qui l'ampute d'une grande partie de ses champs cultivables situés sur la zone de front. Ces terres autrefois fertiles sont reboisées. La déprise démographique entraine la fermeture de l'école de Beulay en 1932, victime du départ de deux familles ayant de jeunes enfants.
La rurbanisation progressive après les années 1960 explique l'absence complète de mémoire locale, au moins tel qu'elle s'affiche dans la presse ou les actes administratifs. Ainsi le changement de la dénomination de la commune en Le Beulay pourrait surprendre les anciens habitants de la communauté érigée en commune, car l'article précisait pour eux un simple hameau comme il en existe encore en montagne et non une communauté qu'ils avaient fait vivre et transformée par leur labeur en commune de plein droit.

### Tradition orale et microhistoire
Grâce à un entrecroisement de témoignages familiaux, la vie de la petite commune rurale et de ses habitants dans la vallée de la Fave a pu être décrite entre 1880 et 1930 par tradition orale. Une fraction a été publiée dans la revue Mémoire des Vosges Histoire Société Coutumes.
La vie de la commune pendant l'occupation allemande entre 1914 et 1918 a été décrite par un ancien maire dans le bulletin de la Société Philomatique Vosgienne. La commission Temps de Guerre a également préparé plus récemment des dossiers scientifiques sur la vie des communes vosgiennes occupées pendant la Grande Guerre. Si le grand volume prévu en 2003 a été différé pour laisser la place à d'autres travaux de grande amplitude, un projet pédagogique mené à terme au lycée Jules-Ferry de Saint-Dié a permis la sortie d'une monographie sur Le Beulay sur cette période au début de l'été 2010.

## Politique et administration
| Période                                  | Période                       | Identité              | Étiquette | Qualité                                     |
| ---------------------------------------- | ----------------------------- | --------------------- | --------- | ------------------------------------------- |
| Les données manquantes sont à compléter. |                               |                       |           |                                             |
| 1974                                     | 2006                          | Jean-Pierre Lévêque   |           | Pépiniériste Démissionne en cours de mandat |
| 2006                                     | En cours (au 18 février 2015) | Jean-Marie Sobolewski |           |                                             |

## Finances locales

### Budget et fiscalité 2022
En 2022, le budget de la commune était constitué ainsi :
- total des produits de fonctionnement : 90 000 €, soit 913 € par habitant ;
- total des charges de fonctionnement : 77 000 €, soit 785 € par habitant ;
- total des ressources d'investissement : 20 000 €, soit 201 € par habitant ;
- total des emplois d'investissement : 40 000 €, soit 406 € par habitant ;
- endettement : 0 €, soit 0 € par habitant.

Avec les taux de fiscalité suivants :
- taxe d'habitation : 15,61 % ;
- taxe foncière sur les propriétés bâties : 35,79 % ;
- taxe foncière sur les propriétés non bâties : 22,66 % ;
- taxe additionnelle à la taxe foncière sur les propriétés non bâties : 0,00 % ;
- cotisation foncière des entreprises : 0,00 %.

Chiffres clés Revenus et pauvreté des ménages en 2021 : médiane en 2021 du revenu disponible, par unité de consommation.

## Population et société

### Démographie

#### Évolution démographique
L'évolution du nombre d'habitants est connue à travers les recensements de la population effectués dans la commune depuis 1793. Pour les communes de moins de 10 000 habitants, une enquête de recensement portant sur toute la population est réalisée tous les cinq ans, les populations de référence des années intermédiaires étant quant à elles estimées par interpolation ou extrapolation. Pour la commune, le premier recensement exhaustif entrant dans le cadre du nouveau dispositif a été réalisé en 2006.

En 2022, la commune comptait 90 habitants, en évolution de −9,09 % par rapport à 2016 (Vosges : −2,96 %, France hors Mayotte : +2,11 %).
| 1793 | 1800 | 1806 | 1821 | 1831 | 1836 | 1841 | 1846 | 1856 |
| ---- | ---- | ---- | ---- | ---- | ---- | ---- | ---- | ---- |
| 115  | 106  | 119  | 144  | 158  | 148  | 157  | 174  | 147  |

| 1861 | 1866 | 1876 | 1881 | 1886 | 1891 | 1896 | 1901 | 1906 |
| ---- | ---- | ---- | ---- | ---- | ---- | ---- | ---- | ---- |
| 185  | 154  | 187  | 173  | 158  | 167  | 142  | 148  | 137  |

| 1911 | 1921 | 1926 | 1931 | 1936 | 1946 | 1954 | 1962 | 1968 |
| ---- | ---- | ---- | ---- | ---- | ---- | ---- | ---- | ---- |
| 116  | 76   | 88   | 88   | 89   | 92   | 98   | 83   | 100  |

| 1975 | 1982 | 1990 | 1999 | 2006 | 2011 | 2016 | 2021 | 2022 |
| ---- | ---- | ---- | ---- | ---- | ---- | ---- | ---- | ---- |
| 90   | 89   | 118  | 116  | 102  | 116  | 99   | 91   | 90   |

#### Aperçu de la démographie ancienne de Beulay
| 1300 | 1370 | 1400 | 1500 | 1550 | 1600 | 1640 | 1680 | 1710 |
| ---- | ---- | ---- | ---- | ---- | ---- | ---- | ---- | ---- |
| 100  | 50   | 70   | 100  | 120  | 100  | 70   | 80   | 100  |

| 1760 | 1780 | 1802 | - | - | - | - | - | - |
| ---- | ---- | ---- | - | - | - | - | - | - |
| 150  | 180  | 128  | - | - | - | - | - | - |

En 1845, Beulay compte deux honorables vieillards de plus de quatre-vingt ans, preuves vivantes d'une longévité populaire. Ils étaient nés pendant la phase d'expansion de la culture sur les hauts de la commune et avaient pu accroître avec joie leur maisonnée afin d'y loger leurs grandes familles dans les années 1830.

### Enseignement
Établissements d'enseignements :
- Écoles maternelles et primaires à Provenchères-et-Colroy, Lusse, Raves, Ban-de-Sapt, Saales.
- Collèges à Provenchères-et-Colroy, Saint-Dié-des-Vosges.
- Lycées à Saint-Dié-des-Vosges.

### Santé
Professionnels et établissements de santé :
- Médecins à Le Beulay, Provenchères-sur-Fave, Ban-de-Laveline, Saales, Sainte-Marie-aux-Mines.
- Pharmacies à Provenchères-sur-Fave, Ban-de-Laveline, Saales, Sainte-Marie-aux-Mines.
- Hôpitaux à Sainte-Marie-aux-Mines, Senones, Fraize, Le Bonhomme.

### Cultes
- Culte catholique, Paroisse Saint-Maurice-du-Rabodeau[38], Diocèse de Saint-Dié.

## Économie

### Entreprises et commerces

#### Agriculture
- Culture de fruits à pépins et à noyau.
- Élevage d'ovins et de caprins.
- Élevage d'autres animaux.

#### Tourisme
- Hébergements et restauration à Provenchères-sur-Fave, Saales, Grandrupt, Denipaire.

#### Commerces
- Commerces et services de proximité.

## Culture locale et patrimoine

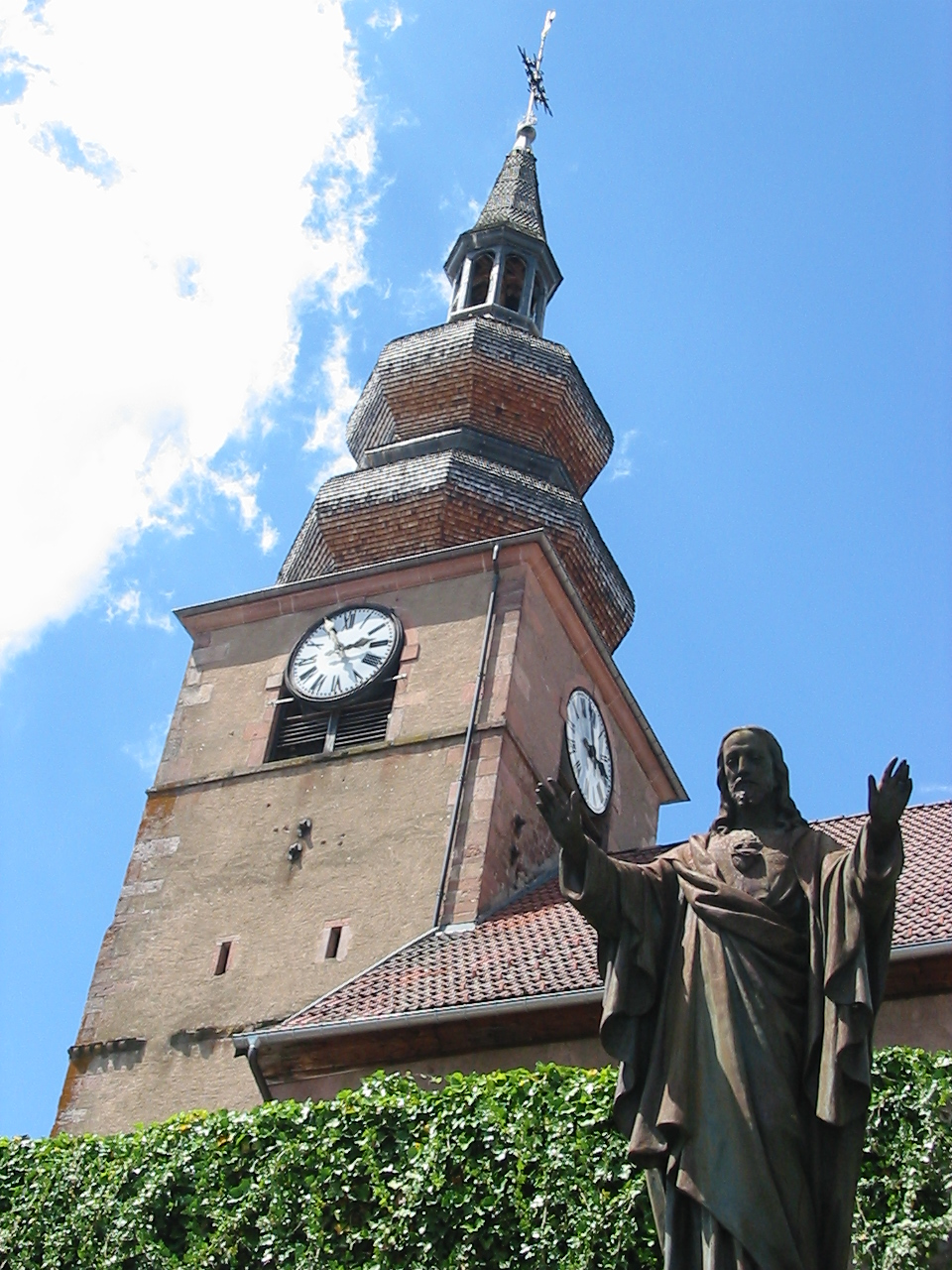
Provenchères-sur-Fave. Tour & clocher à bulbe de l'église Sainte-Catherine.

### Lieux et monuments
- Début 2017, la commune est « réputée sans clochers »[39]. Mais elle est propriétaire en indivision de l'église et du cimetière de Provenchères-sur-Fave[40].
- Champ de bataille 1914-1918[41].
- Blockhaus, aujourd'hui remise[42].
- Patrimoine architectural recensé par le service de l'Inventaire général du patrimoine culturel :

Les maisons et les fermes,
Les scieries hydrauliques à cadre,
Mairie et école primaire

## Pour approfondir